# Julio Estrada Icaza
Julio Estrada Icaza (Guayaquil, 16 de noviembre de 1917-Guayaquil, 21 de agosto de 1993) fue un destacado historiador y empresario ecuatoriano.
Fue uno de los pioneros en la industria de seguros de su país y dedicaría la etapa final de su vida al estudio de la historia de su ciudad natal, Guayaquil. Fruto de esto fundaría el Archivo Histórico del Guayas para preservar los documentos antiguos de ese municipio. Escribiría importantes libros sobre la historia de su país con temas variados como la independencia, la migración interna y la historia bancaria. Además, durante su vida sería catedrático de finanzas, matemáticas actuariales y economía. Sería un constante divulgador económico con sus artículos en importantes diarios de su país. 

## Biografía

### Primeros años y educación
Nació en Guayaquil el 16 de noviembre de 1917. Hijo del destacado banquero Víctor Emilio Estrada y de Isabel Icaza Marín, guayaquileños. Nieto de Emilio Estrada presidente de Ecuador. Hermano del empresario, político, arqueólogo y deportista Emilio Estrada Icaza. Inició sus estudios primarios en el Colegio Salesiano Cristóbal Colón. En 1925, al ingresó al Colegio Carlo Alberto, en Moncalieri, cerca de Turin. 

Instituto tecnológico de Massachusetts (MIT)

Al regresar al Ecuador pasó a completar sus estudios primarios en el mismo Colegio Cristóbal Colón, y luego en el Colegio La Salle de los Hermanos Cristianos. En 1930 su familia se radicó temporalmente en Bruselas, estudió un año en el College Saint Pierre, al siguiente año fue matriculado en la Ecole des Roches en Verneuil-sur-Avre, Normandia, Francia, donde se encontraba su hermano Emilio. En 1932 viajó con su hermano Emilio a la Baylor Mílitary Academy de Chattanooga, donde se graduó en 1934 con 32 créditos-materias, recibiendo la codiciada presea Cum Honore. En el Anuario de la Academia se lo calificó como el más brillante estudiante en la historia de Baylor y como dato anecdótico cabe indicar que un día que faltó el profesor de matemáticas, sus compañeros le pidieron que dictara la clase y lo hizo con notable éxito. Posteriormente realizó sus estudios en el Instituto de Tecnología de Massachusetts y al año siguiente ingresó al Instituto Tecnológico de California donde tuvo como profesores a Thomas Hunt Morgan y Linus Pauling, quienes serían condecorados con el Premio Nobel.

### Regreso a Ecuador y las finanzas
Deseoso de independencia dejó trunco sus estudios superiores de economía y regresó a su tierra para iniciarse como vendedor de seguros. Pocos meses después era llamado al servicio militar por el conflicto limítrofe entre Ecuador y Perú. Después de cumplir el deber, en 1937 se asoció con Emilio Ginatta Hidalgo y el doctor ingeniero Arnaldo Ruffilli, para establecer la Compañía General de Construcciones. Tres años más tarde se casaría con María Teresa Sola Franco, con quien tendría cuatro hijos. Posteriormente fundaría en 1943 la compañía "Ecuatoriana de Seguros" junto a Jerry Jaramillo Valdés, donde gerenciaría dos años hasta 1945. En paralelo fue Director de la Cámara de Comercio de Guayaquil y además participó como delegado de la Conferencia Económica Nacional del 1945. Siempre vinculado a la divulgación económica empezó a escribir artículos para el diario El Universo y El Telégrafo. Para ello usó el seudónimo "Julius Paulus".
Además, continuó su vinculación con la cátedra por lo que en 1950 el Decano de la Facultad de Economía de la Universidad de Guayaquil le invitó a dar cátedra de Seguros y Matemáticas Actuariales, Matemáticas financieras, y Análisis e Interpretación de Balances. Estuvo a cargo de esta cátedra por cuatro años hasta 1954. Además fue asesor técnico de la compañía "Ecuatoriana de Seguros". Continuaría en la industria de seguros por lo que 1952 fundó “Patria Compañía Anónima de Seguros” que tuvo mucho éxito y se convirtió rápidamente en una de las más importantes de su industria. Adicionalmente a su incursión en las aseguradoras también probó suerte en las bienes raíces empezando un plan de vivienda económica en Puerto Liza en 1957. Años más tarde lideró el Patronato de los Barrios Suburbanos de Guayaquil, logrando construir una escuela en terrenos que donó, terminando el proyecto en 1962. Cuatro años más tarde continuaría en las bienes raíces al ser nombrado Gerente de la Sucursal de Guayaquil del Banco Ecuatoriano de la Vivienda, mientras Clemente Yerovi era presidente.

### La historia y el archivo

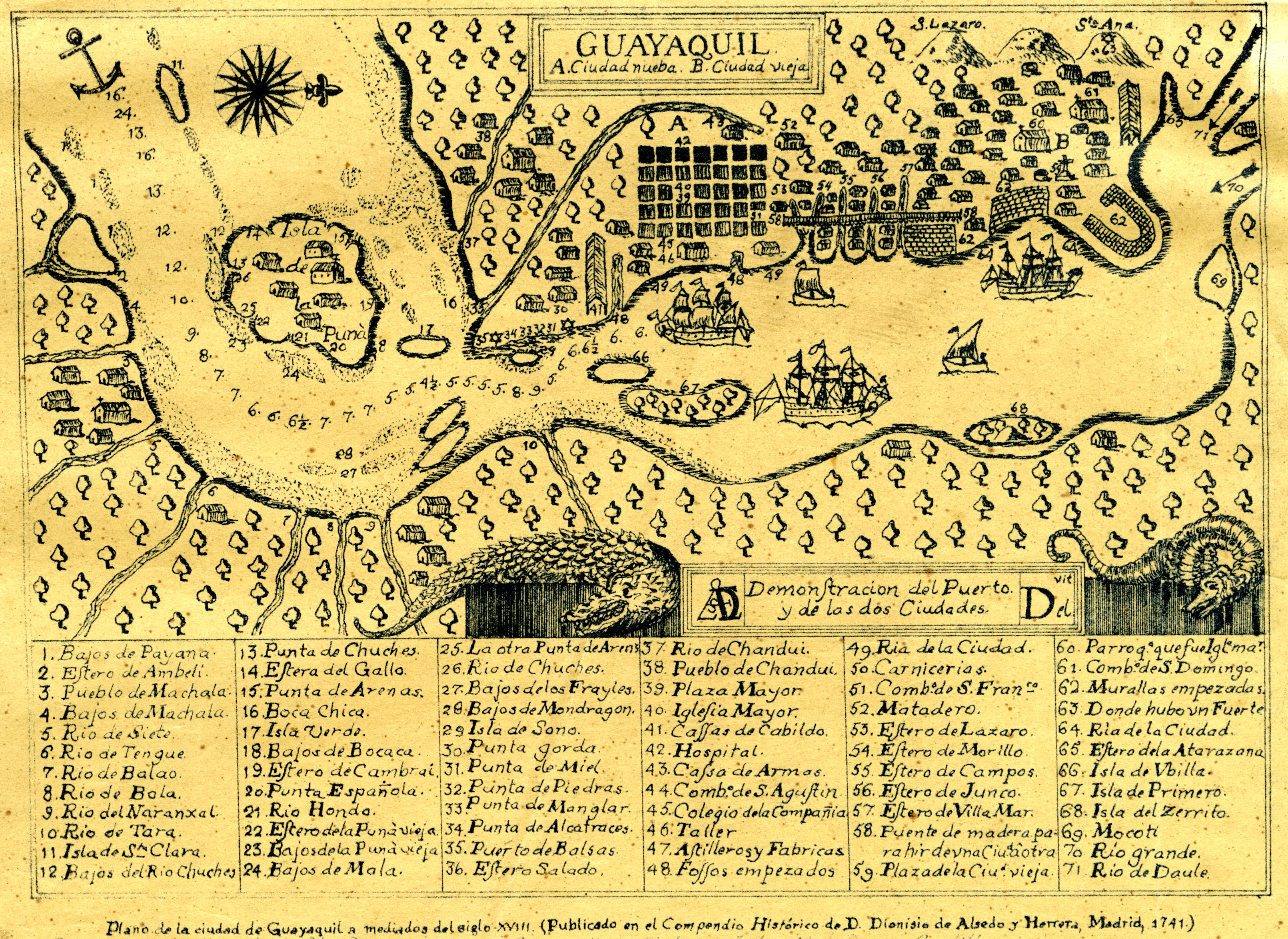
Guayaquil Histórico: Compendio Histórico de la Provincia escrito por Jacinto Morán de Butrón

A partir de esto empezaría su interés por la historia. Publicaría en 1966 su primera investigación titulado "El Hospital de Guayaquil". A partir de esto sería nombrado Miembro Correspondiente del Centro de Investigaciones Históricas. Empezaría a entablar amistad con otros historiadores como Jorge Pérez Concha y Abel Romeo Castillo. Su trabajo de cerca con la ciudad de Guayaquil continuaría y en 1969 sería nombrado Secretario ejecutivo de la Junta Cívica. Con esto empezaría su proyecto más importante que sería la fundación del Archivo Histórico del Guayas que empezaría el 19 de marzo en 1971. Un año más tarde conseguiría transferir los documentos de las escribanías públicas. Encontró los archivos históricos en un estado muy deteriorado ya sea por las polillas como por la humedad, lo que dificultaba su lectura. El documento más antiguo de ellos estaba fechado com 1623. Para ganar relevancia empezaron la publicación de la revista histórica. Cada número contenía cerca de 150 páginas y publicaba artículos y documentos para conocimiento del público. Fue escrita por varios autores, uno de los cuales era Julio Estrada Icaza. El archivo con el tiempo pasó a formar parte del Banco Central del Ecuador que asumió las propiedades de la institución en un comodato. Sin embargo con la enfermedad y posterior muerte de Estrada Icaza más los cambios de la política interna del Banco Central determinaron que en la década de los noventa caiga en un estado de abandono, llegando a abandonar la publicación de la revista. Sin embargo, a partir de una iniciativa de la sociedad civil guayaquileña se designó a un director ad honorem que empezó su revitalización.
De esta manera empezaría la etapa final de su vida que dedicaría de lleno a la historia. Pensaba escribir una historia económica como su padre había aspirado, pero al aprender sobre el estado de la historiografía sobre Guayaquil y la costa se dedicó a recuperarla haciendo grandes aportes como serían los libros La lucha de Guayaquil por el Estado de Quito que es ahora ya un clásico de su país y narra el aporte de la independencia de Guayaquil en la batalla de Pichincha. Además haría un estudio económico y financiero del siglo XIX que titularía Los Bancos del Siglo XIX (1976), siguiendo el consejo de su padre, quien le había enseñado sobre la importancia del dinero emitido a partir de la banca privada y como dicho sistema funcionaba previo a la fundación del Banco Central. A esto complementaría con la publicación de Regionalismo y Migración (1978), que analiza sociológicamente y cuantitativamente el impacto que ha tenido la migración interna en Ecuador, especialmente por los flujos desde la sierra a la costa, que durante las primeras décadas del siglo XX hicieron que crezca demográficamente Guayaquil. Además, recogería los apuntes históricos junto a las memorias de Clemente Yerovi para reconstruir los sucesos alrededor del tráfico fluvial por el río guayas y su cuenca. Esto lo publicaría bajo el título de El siglo de los vapores fluviales, 1840-1940 que fue bien recibido y ahora forma parte del instituto de historia marítima.
Además de ello, también contribuyó a la historia de la medicina en Ecuador con su investigación sobre el Hospital de Guayaquil, publicado en 1974. El golfo, así como el río Guayas siempre se caracterizaron por ser un foco de fiebre amarilla y la historia de sus habitantes fue una lucha contra las epidemias de esta enfermedad que surgían periódicamente. Por esta razón los hospitales y la medicina fueron claves en la historia de esta región de Ecuador, información que fue recopilada en su libro. Adicionalmente investigó el proceso histórico de la fundación de Guayaquil que popularmente se suele sostener en la historia, no tan precisa, que fue fundada en las faldas del cerro Santa Ana por Francisco de Orellana. Investigó junto al historiador Carlos Freile Granizo la documentación, y llegó a la conclusión de que Santiago de Guayaquil fue fundada en los primeros días de noviembre de 1535, un poco río arriba de la pantanosa desembocadura del Yaguachi, y por Sebastián de Belalcázar. En paralelo a sus investigaciones continuaría con su trabajo en las finanzas. Fue asesor de seguros de la “Flota Bananera Ecuatoriana” desde 1975 hasta 1979. Posteriormente trabajaría como funcionario del Banco Central y sería ascendido a Subgerente de Servicios Culturales en 1984.
Sus últimos años los continuaría dedicando al estudio histórico para crear su famosa Guía Histórica de Guayaquil, en total de seis tomos que corresponde a una historia completa de la ciudad puerto, que sería publicada post mortem. Falleció en su ciudad natal el 21 de agosto de 1993.

## Legado

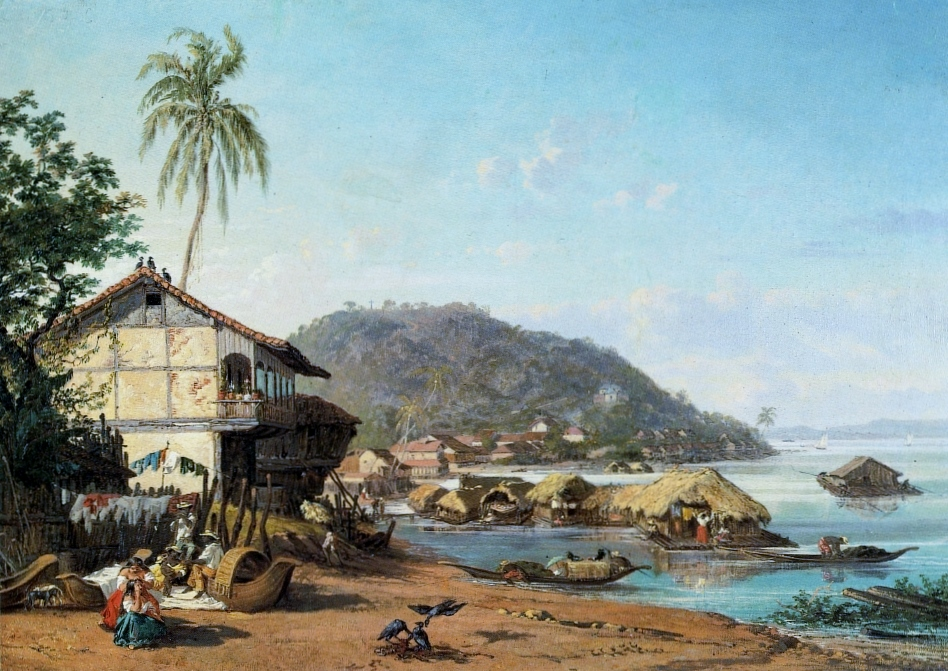
Santiago de Guayaquil por Ernest Charton,, que se encuentra en la portada del libro "Guía histórica de Guayaquil".

El mayor legado de Julio Estrada Icaza es el Archivo Histórico del Guayas que en la actualidad contiene cerca de 15 mil documentos históricos que van desde el siglo XVI hasta el siglo XX. Además de la documentación ahora cuenta con cerca de 5.700 medios visuales originales y 10 mil imágenes de su Fondo Digital Fotográfico Histórico. Además de la información de la ciudad de Guayaquil, también se encuentra la historia de lo que fue “Provincia Libre de Guayaquil”, que incluye a otras provincias de la costa como Los Ríos, El Oro y Santa Elena. En su honor se nombró la "Biblioteca Julio Estrada Icaza" como parte del Archivo, con información especialmente de la ciudad de Guayaquil. Además sus investigaciones históricas lograron completar la versión oficial de la historia de la independencia del Ecuador, rescatando el rol que tuvo la revolución del 9 de octubre en la Batalla de Pichincha. Sus investigaciones sobre el funcionamiento de la banca en el siglo XIX son valiosas puesto que brindan una visión completa y documentada del sector bancario previo a la existencia de un banco central en dicho país. Además su recuento de la historia del hospital de Guayaquil enriqueció la larga historia de la medicina en Ecuador. Fue junto al Guillermo Arosemena uno de los más destacados historiadores de formación liberal a juicio de Jorge Núñez Sánchez director de la Academia Nacional de Historia.

## Obras

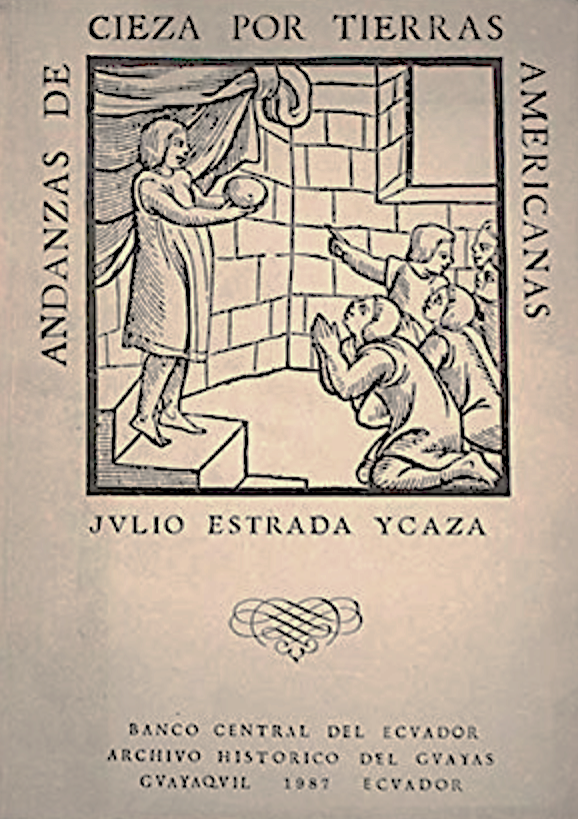
Andanzas de Cieza por Tierras Americanas

### Libros
- El Puerto de Guayaquil:
  - I La Mar de Balboa (1972)
  - II Crónica Portuaria (1973), 358 p.
  - III  Puerto Nuevo (1988)
- La Fundación de Guayaquil (1974) 278 p.
- El Hospital de Guayaquil (1974), 290 p.
- Los Bancos del Siglo XIX (1976), 323 p.
- Regionalismo y Migración (1978), 296 p.
- La lucha de Guayaquil por el Estado de Quito -2 tomos- (1984) 653 p.
- Guayaquil de ayer (1985), 176 p.
- Andanzas de Cieza por Tierras Americanas (1987), 281 p.
- Banco Central del Ecuador: Historia de la Sucursal Mayor en Guayaquil (1987)
- Catálogo de Medallas del Ecuador (1988), 556 p.
- La Sociedad de Beneficencia de Señoras: Crónica Centenaria (1988), 413 p.
- El siglo de los vapores fluviales, 1840-1940 (1992), 287 p.
- Guía Histórica de Guayaquil  -6 tomos, publicada post mortem-:[16]
  - Volumen I Notas de un viaje de cuatro siglos, 344 p.
  - Volumen II A-C, calles, plazas. y urbanismo, 363 p.
  - Volumen III D-G, esteros y fortificaciones, 278 p.
  - Volumen IV historia de los incendios
  - Volumen V H-I, hospitales e iglesias
  - Volumen VI apuntes finales

### Artículos
- Antecedentes sobre el Hospital de Portoviejo, 8 p.
- El Archivo del Cabildo colonial de Guayaquil, 15 p.
- Evolución urbana de Guayaquil, 32 p.
- Apuntes para la Historia del Hospital Militar.
- Desarrollo histórico del suburbio guayaquileño, 13 p.
- Apuntes para la Historia de la Lotería, 32 p.
- Los inventarios del Hospital, 5 p.
- Gloria y tragedia, 1828-1829, 42 p.
- Notas sobre el Hospital de Riobamba, 10 p.
- Una acotación sobre la descripción de Guayaquil en 1765 por Juan Antonio Zelaya y Vergara, 4 p.
- Alrededor de la fundación de Guayaquil, 55 p.
- Los Bernales del Hospital, junto a Michael Hamerly, 19 p.
- Apuntes para una historia de Daule.
- Migraciones internas en el Ecuador, 22 p.
- ¿Hasta dónde la Tradición?, 20 p.
- Mini crónicas guayaquileñas: un mercedario jugador, 10 p.
- El Comercio de Armas en la guerra de independencia. La compañía Muñoz – Henderson en 1820-1821, 30 p.
- La Campaña de Esmeraldas 1913 – 1916, 117 p.
- La Invasión de Brown (Revista de Marina).
- 1828-1829 Gloria y Tragedia (Revista de Marina).
- El triunfo del civilismo en el Estado de Guayaquil
- La invasión imaginaria, 17 p.
- Guayaquil colonial y su aspiración a la sede episcopal.
- Apuntes sobre la Catedral de Guayaquil.
- Apuntes de don Clemente Yerovi Indaburu sobre la navegación fluvial.